# Cadillac CTS
Cadillac CTS – samochód osobowy klasy wyższej produkowany pod amerykańską marką Cadillac w latach 2002–2019.

## Pierwsza generacja

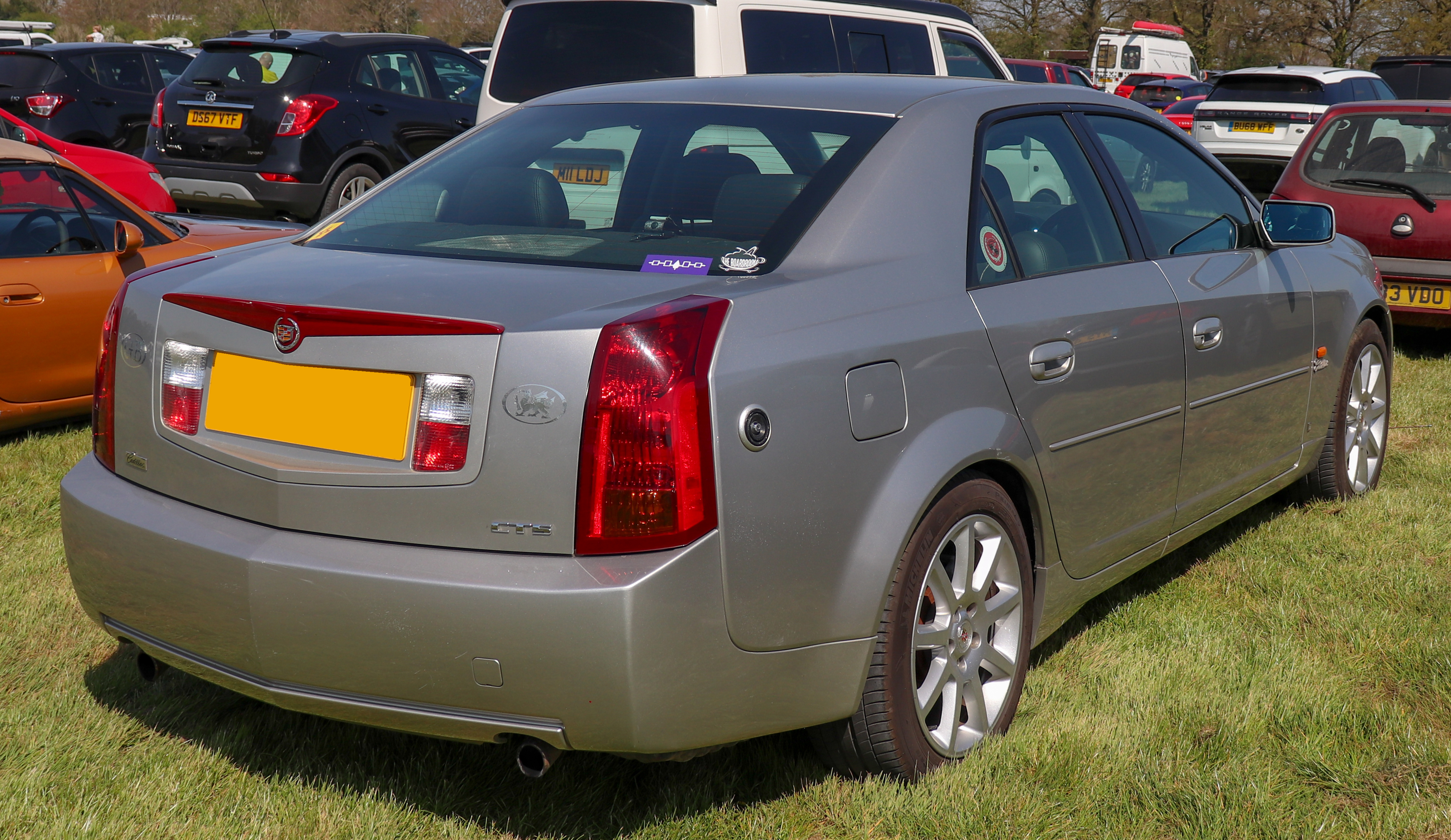
Cadillac CTS I – tył

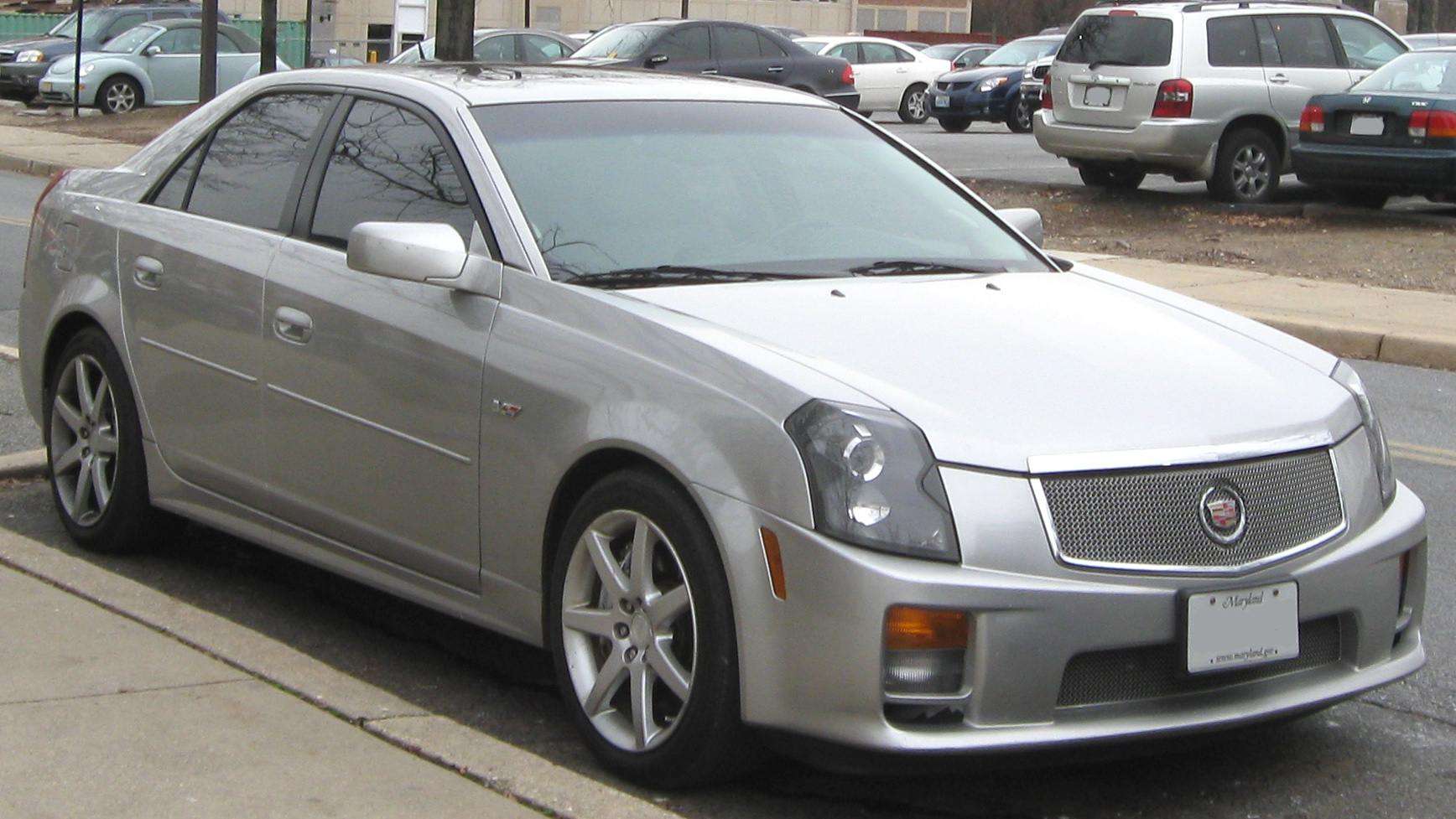
Cadillac CTS-V I

Cadillac CTS I został zaprezentowany po raz pierwszy w 2002 roku.
Pojazd został zbudowany na nowej płycie podłogowej GM Sigma. Zwiastował on powrót Cadillaca z klasycznym napędem na tylną oś pojazdu. Był pierwszym Cadillaciem od zakończenia produkcji modelu Cimarron w 1988 roku oferowanym z manualną skrzynią biegów. Auto wyposażone zostało w pełni niezależny układ zawieszenia.
Początkowo jako źródło napędu pojazdu użyto benzynowego silnika w układzie V6 o pojemności 3.2 l i mocy maksymalnej 220 KM. W 2004 roku dołożono jednostkę wyposażoną w system zmiennego czasu otwarcia zaworów o pojemności 3.6 l i mocy maksymalnej 259 KM. W 2005 roku zaprzestano produkcji aut wyposażonych w silnik o pojemności 3.2 l na rzecz silnika o pojemności 2.8 l i mocy 213 KM.
W 2002 roku nominowany był do tytułu North American Car of the Year i zajął w nim trzecią pozycję.

### Silniki
| Wersja             | Silnik:                   | Układ zasilania:   | Średnica × skok tłoka: | St. sprężania:     | Moc maksymalna:                    | Maks. moment obrotowy      | 0–100 km/h:        | V-max:             |
| Silniki benzynowe: | Silniki benzynowe:        | Silniki benzynowe: | Silniki benzynowe:     | Silniki benzynowe: | Silniki benzynowe:                 | Silniki benzynowe:         | Silniki benzynowe: | Silniki benzynowe: |
| ------------------ | ------------------------- | ------------------ | ---------------------- | ------------------ | ---------------------------------- | -------------------------- | ------------------ | ------------------ |
| V6 2.6 LY9         | V6 2,6 (2597 cm³), DOHC   | wtrysk             | 83,2 × 79,6 mm         | 10,0:1             | 184 KM (135 kW) przy 6000 obr./min | 245 N·m przy 3400 obr./min | 9,3 s              | 223 km/h           |
| V6 2.8 LP1         | V6 2,8 l (2792 cm³), DOHC | wtrysk             | 89,00 × 74,80 mm       | 10,0:1             | 213 KM (157 kW) przy 6500 obr./min | 265 N·m przy 3200 obr./min | 8,2 s              | 226 km/h           |
| V6 3.2 LA3         | V6 3,2 l (3175 cm³), DOHC | wtrysk Bo Mot      | 87,50 × 88,00 mm       | 10,0:1             | 223 KM (164 kW) przy 6000 obr./min | 296 N·m przy 3400 obr./min | 7.4 s              | 233 km/h           |
| V6 3.6 LY7         | V6 3,6 l (3564 cm³), DOHC | wtrysk             | 94,00 × 85,60 mm       | 10,2:1             | 259 KM (190 kW) przy 6200 obr./min | 342 N·m przy 3200 obr./min | 7.0 s              | 238 km/h           |
| V8 5.7 LS6 CTS-V   | V8 5,7 l (5666 cm³), OHV  | wtrysk             | 99,00 × 92,00 mm       | 10,1:1             | 405 KM (298 kW) przy 6000 obr./min | 529 N·m przy 4800 obr./min | 4.6 s              | 251 km/h           |
| V8 6.0 LS2 CTS-V   | V8 6,0 l                  | wtrysk             |                        | 10,9:1             | 405 KM (298 kW) przy 6000 obr./min | 536 N·m przy 6000 obr./min | 4.5 s              | 262 km/h           |

## Druga generacja

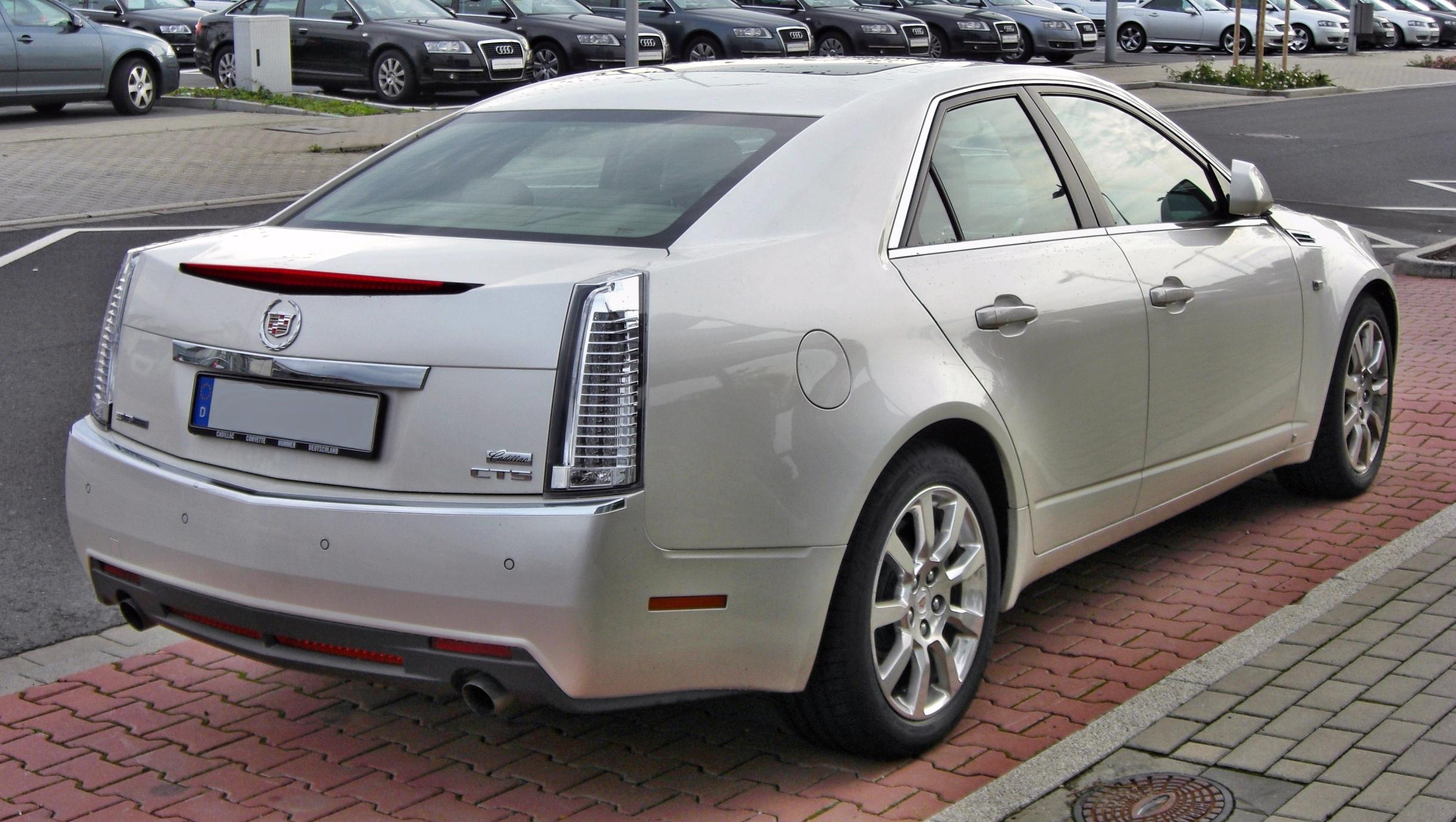
Cadillac CTS II – tył

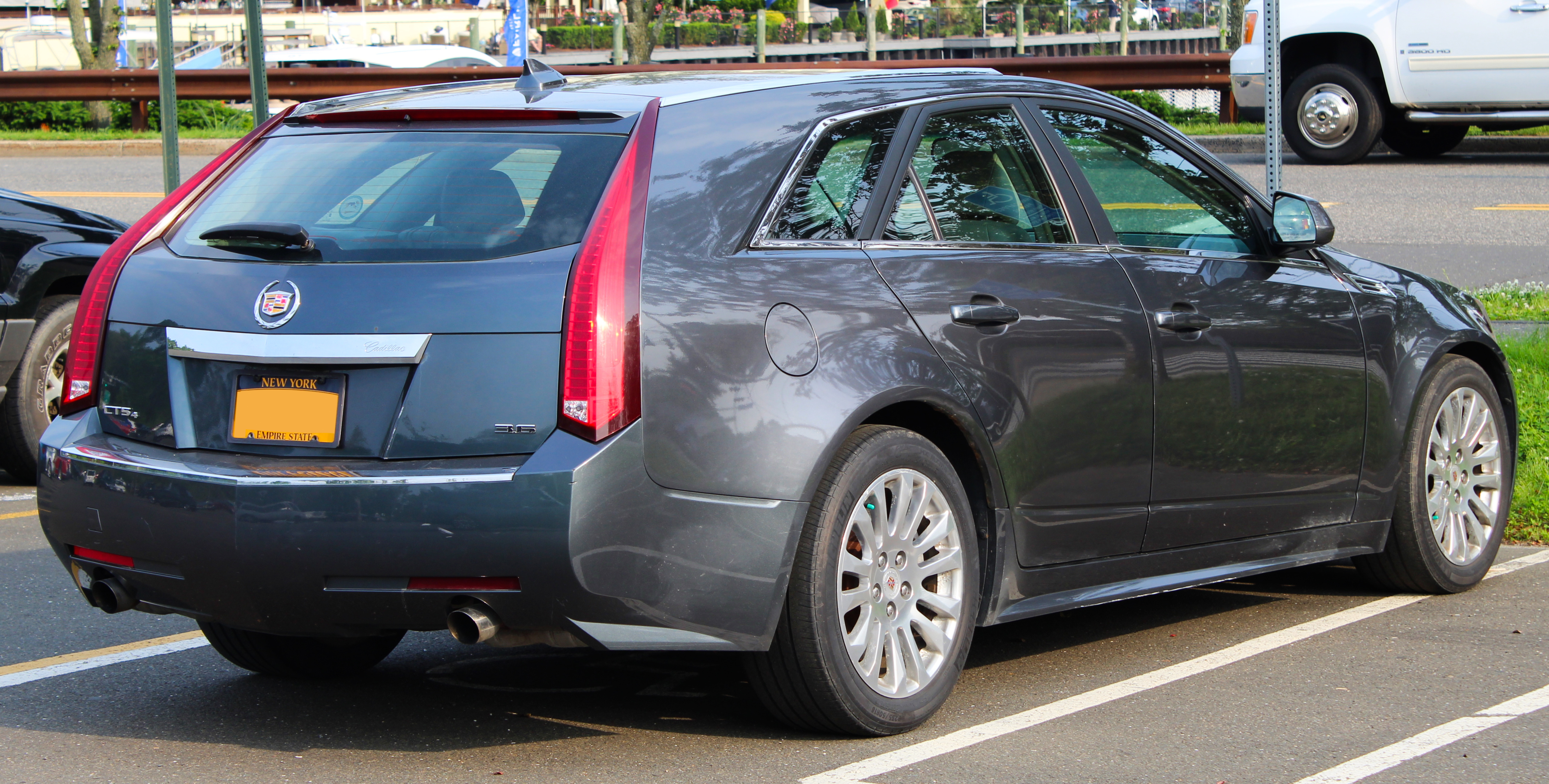
Cadillac CTS II Kombi

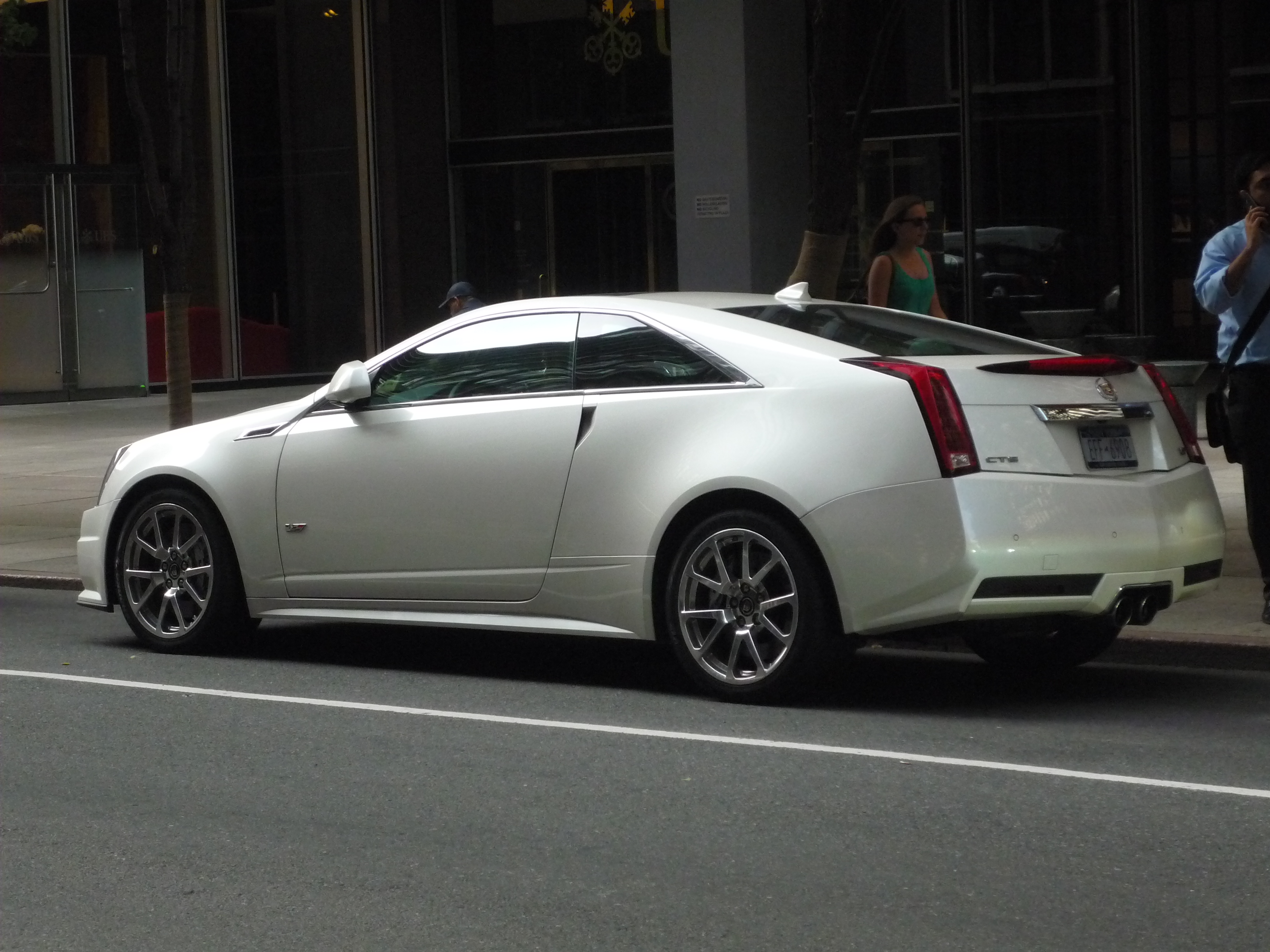
Cadillac CTS II Coupe

Cadillac CTS II został zaprezentowany po raz pierwszy w 2007 roku.
Druga generacja Cadillaka CTS została zaprezentowana podczas targów motoryzacyjnych w Detroit w styczniu 2007 roku. Samochód utrzymano w nowym kierunku stylistycznym marki, wyróżniając się bardziej awangardowymi proporcjami nadwozia na czele z dużymi reflektorami o nieregularnym kształcie i dużą, chromowaną atrapą chłodnicy.
W 2008 roku podczas Pebble Beach Concours d’Elegance zaprezentowana została wersja kombi pojazdu, która została wprowadzona na rynek w 2009 roku. Zyskała ona charakterystyczne, podłużne tylne lampy i niewielkie okienko na rzecz masywnego słupka D. W sierpniu 2010 roku z kolei oferta nadwoziowa CTS II została skompletowana o 2-drzwiowe coupé, które zastąpiło w ofercie model XLR.
Jako bazowe źródło napędu służył silnik w układzie V6 o pojemności 3.0 l i mocy 274 KM. Opcjonalnie oferowano wyposażoną w bezpośredni wtrysk paliwa jednostkę V6 3.6 l generującą moc maksymalną 304 KM (224 kW). Standardowo pojazd oferowany był z 6-biegową manualną skrzynią biegów, opcjonalnie dostępna była 6-biegowa automatyczna przekładnia Hydra-matic GM 6L50. Na żądanie pojazd mógł być wyposażony w napęd AWD (tylko ze skrzynią automatyczną).

### Silniki
| Wersja             | Silnik:                      | Układ zasilania:   | Średnica × skok tłoka: | St. sprężania:     | Moc maksymalna:                    | Maks. moment obrotowy      | 0–100 km/h:        | V-max:             |
| Silniki benzynowe: | Silniki benzynowe:           | Silniki benzynowe: | Silniki benzynowe:     | Silniki benzynowe: | Silniki benzynowe:                 | Silniki benzynowe:         | Silniki benzynowe: | Silniki benzynowe: |
| ------------------ | ---------------------------- | ------------------ | ---------------------- | ------------------ | ---------------------------------- | -------------------------- | ------------------ | ------------------ |
| V6 2.8 LP1         | V6 2,8 l (2792 cm³), DOHC    | wtrysk             | 89,00 × 74,8 mm        | 10,1:1             | 213 KM (157 kW przy 6800 obr./min  | 263 N·m przy 3200 obr/min  | 8.3 s              | 223 km/h           |
| V6 3.0 LF1         | V6 3,0 l (2997 cm³), DOHC    | wtrysk             | 89,00 × 80,30 mm       | 11,7:1             | 274 KM (201 kW) przy 7000 obr./min | 302 N·m przy 5700 obr./min | 8.0 s              | 226 km/h           |
| V6 3.6 LY7         | V6 3,6 l (3564 cm³), DOHC    | wtrysk             | 94,00 × 85,60 mm       | 10,2:1             | 263 KM (192 kW) przy 6200 obr./min | 342 N·m przy 3100 obr./min | 7.0 s              | 233 km/h           |
| V6 3.6 LLT         | V6 3,6 l (3564 cm³), DOHC    | wtrysk             | 94,00 × 85,60 mm       | 11,4:1             | 304 KM (224 kW) przy 6700 obr./min | 366 N·m przy 4000 obr./min | 6.3 s              | 249 km/h           |
| V8 6.2 LSA CTS-V   | V8 6,2 l (6162 cm³), OHV, SC | wtrysk             | 103,25 × 92,00 mm      | 9,0:1              | 564 KM (415 kW) przy 6100 obr./min | 747 N·m przy 3800 obr./min | 3.9 s              | 250 km/h           |

## Trzecia generacja

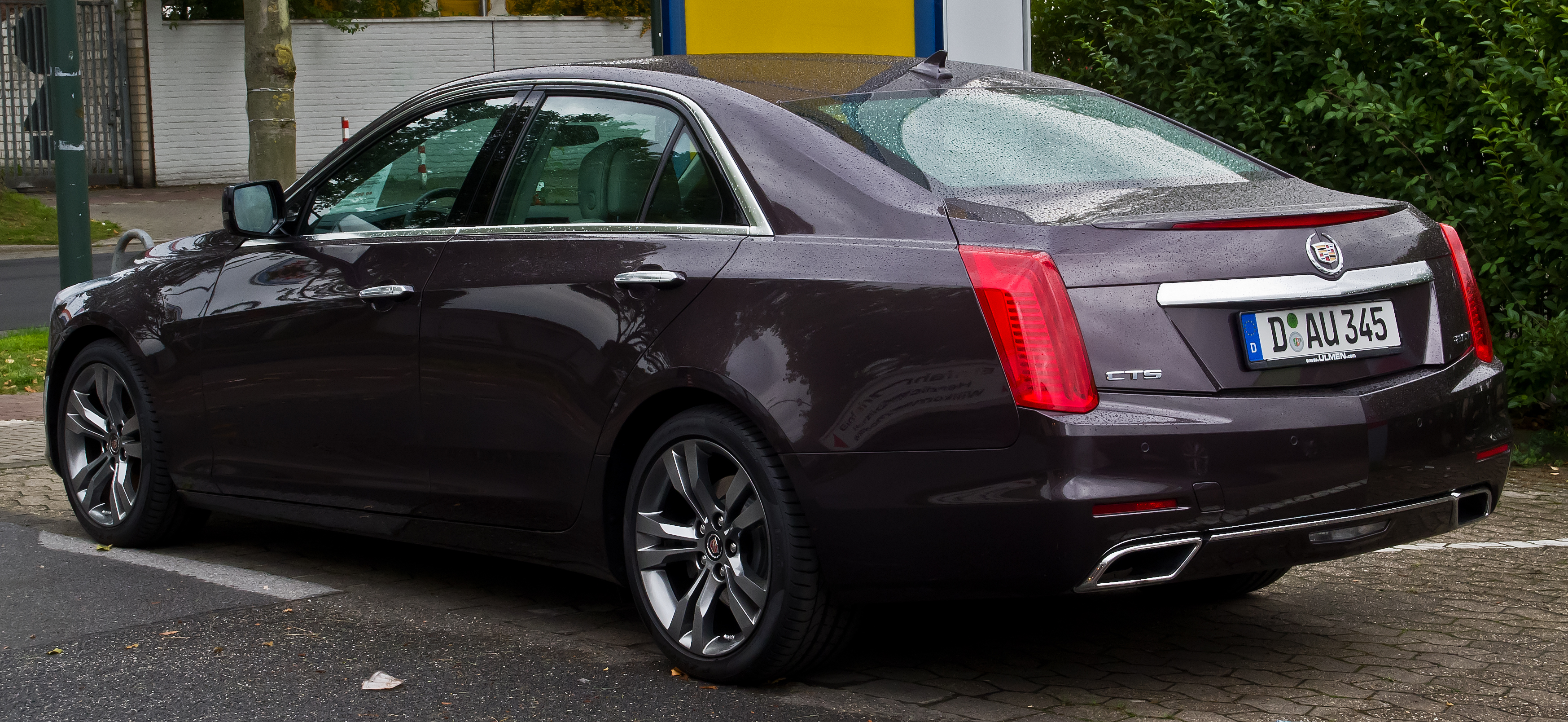
Cadillac CTS III – tył

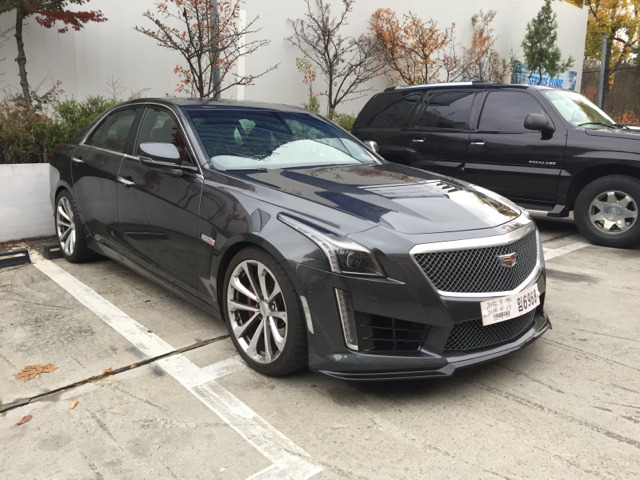
Cadillac CTS-V III

Cadillac CTS III został zaprezentowany po raz pierwszy w 2013 roku.
Trzecia generacja miała światowy debiut w kwietniu 2013 roku podczas targów motoryzacyjnych w Nowym Jorku. Pojazd został zbudowany na płycie podłogowej GM Alpha oraz zaprojektowany zgodnie z nowym językiem stylistycznym marki, nazwanym Art & Science. Do napędu pojazdu użyto jednostki w układzie V6 o pojemności 3.6 l i mocy maksymalnej 426 KM. Oprócz bazowej jednostki dostępne są silniki o pojemności 3.6 i mocy 321 KM oraz turbodoładowany silnik rzędowy R4 o pojemności 2 l i mocy 272 KM.
Wraz z rocznikiem modelowym 2015 przeprojektowano delikatnie atrapę chłodnicy, która otrzymała nowe logo marki zaprezentowane wraz z konceptem Elmiraj. Przy okazji do listy wyposażenia dodano m.in. możliwość bezprzewodowego ładowania smartfona, zamówienia routera Wi-Fi oraz systemu utrzymania pasa ruchu.
Podczas targów motoryzacyjnych w Detroit w styczniu 2015 roku zaprezentowana została wersja CTS-V. Samochód ten wyposażony został w 6.2-litrowy silnik wspomagany kompresorem o mocy 640 KM. Wnętrze pojazdu zostało wyposażone m.in. w fotele Recaro, internet Wi-Fi oraz 12-calowy ekran na desce rozdzielczej, a z zewnątrz pojazd wyróżniają m.in. większej od podstawowej wersji wloty powietrza, dodatkowa dolna listwa oraz maska z charakterystycznym garbem. Maska, przedni i tylny spojler oraz dyfuzor zostały wykonane z karbonu.

### Silniki
| Wersja                           | Silnik:                   | Układ zasilania:   | Średnica × skok tłoka: | St. sprężania:     | Moc maksymalna:                    | Maks. moment obrotowy            | 0–100 km/h:        | V-max:             |
| Silniki benzynowe:               | Silniki benzynowe:        | Silniki benzynowe: | Silniki benzynowe:     | Silniki benzynowe: | Silniki benzynowe:                 | Silniki benzynowe:               | Silniki benzynowe: | Silniki benzynowe: |
| -------------------------------- | ------------------------- | ------------------ | ---------------------- | ------------------ | ---------------------------------- | -------------------------------- | ------------------ | ------------------ |
| R4 2.0 LTG TURBO                 | R4 2,0 l (1998 cm³), DOHC | wtrysk             | 95.7 mm x 85.8 mm      | 9.5:1              | 272 KM (203 kW) przy 5500 obr./min | 400 Nm przy 1700 5500 obr./min   | 6.5 s              | 231 km/h           |
| V6 3.6 LFX                       | V6 3,6 l (3564 cm³), DOHC | wtrysk             | 94 mm × 85.6 mm        | 11.5:1             | 321 KM (239 kW) przy 6800 obr./min | 371 Nm przy 4800 obr./min        | 6.3 s              | 240 km/h           |
| V6 3.6 LGX                       | V6 3,6 l (3649 cm³), DOHC | wtrysk             | 95 mm × 85.8 mm        | 11.5:1             | 335 KM (250 kW) przy 6800 obr./min | 386 Nm przy 5300 obr./min        | 6.4 s              | 274 km/h           |
| V6 3.6 LF3 CTS-V SPORT TWINTURBO | V6 3,6 l (3564 cm³), DOHC | wtrysk             | 94 mm × 85.6 mm        | 10.2:1             | 420 KM (310 kW) przy 5750 obr./min | 583 Nm przy 3500 – 4500 obr./min | 4.6 s              | 277 km/h           |
| V8 6.2 LT4 CTS-V KOMPRESOR       | V8 6,2 l (6162 cm³), DOHC | wtrysk             | 103.5 mm × 92 mm       | 10:1               | 640 KM (480kW) przy 6400 obr./min  | 855 Nm przy 3600 obr./min        | 3.2 s              | 322 km/h           |